# 鄭彪
鄭 彪（ていひょう）は、中国の小説で四大奇書の一つである『水滸伝』の登場人物。
第117回に登場する方臘配下の殿帥太尉。もとは婺州蘭渓県の都頭。道術を好み、霊応天師・包道乙の弟子となり妖術を会得し、戦場に出れば必ず身に霊気をまとったことから鄭魔君（ていまくん）と呼ばれた。使用する妖術は、頭上に黒煙とともに金甲の神人を出現させて相手を惑わすというものがある。また、武芸にも秀で、暗器として銅磚を扱う。
なお、方臘の乱に加担した喫菜事魔（マニ教）の幹部の一人、鄭魔王という実在の人物がモデルといわれている。

## 生涯
鄭彪は烏龍嶺の裏道を通って睦州に侵入した宋軍の迎撃を画策している場面で初めて登場する。
先に石宝からの救援要請を断っていた方臘も事態を重く見て、鄭彪に令旨を与えて救援に向かわせようとする。この際、鄭彪は道術の師である霊応天師・包道乙にも同行してもらう旨を奏上して許可を受けた。協議の途中に包道乙が方臘の不吉を進言した司天太監・浦文英を無礼討ちにしたりしたが、その日の内に夏侯成と共に軍をまとめて睦州救援に赴いた。一方、宋軍は清渓県からの援軍を物見からの報告で知るや王英と扈三娘を尖兵にたてて向かわせた。両軍はすぐにぶつかり、南軍先鋒の鄭彪は馬を進めて王英と打ち合う。八、九合ほどわたり合うと、鄭彪は口訣を唱えて頭上に黒煙と共に降魔の宝杵を持った金甲の神人を呼び出し打ちかからせたため、対する王英は愕然として槍法を乱して隙を見せ、そこに鄭彪が槍を繰り出して馬の下に突き落とした。そこに扈三娘が夫を救いに双刀を舞わして駆け寄るが、鄭彪はすかさず交戦に出、両者しばらく打ち合った後に鄭彪は馬を返して逃走し、扈三娘を誘い込むと、身辺の錦の袋から銅磚を抜き出し、身をねじむけて、扈三娘の顔に投げつけて馬から叩き落した。鄭彪が二将を討って勢いを得た南軍は、散々に宋軍を斬り散らし軍勢の大半を討ち取った。
2人の死を聞いた宋江は自ら李逵、項充、李袞歩兵頭領を率いて鄭彪の軍を迎え撃ち、両軍ぶつかり合いの後、鄭彪は宋江を見つけて真っ先に攻めかかるが歩兵軍3頭領が割って入ったため、鄭彪も逃げ出した。逆に斬り散らされることになった南軍はすぐに敗走し、宋軍も深追いせずに軍を納めようとした。そこに中軍の師・包道乙が法術で四方から黒雲を呼んで辺り一帯を暗闇にして天地を震わせて、混乱し無防備となった宋軍を相手に一気に勝負を決めようとする。ところが必殺の術がいきなり破れてしまい、さらに魯智深と武松が現れて攻めかかられ、挟み撃ちにされようとしたその時、包道乙が救援に現れ玄元混天剣を飛ばして武松の左腕を斬りつけて敗走させた。その隙に鄭彪は態勢を立て直し再度攻めかかるが、歩兵軍三頭領に迎え撃たれ敗走した。逃走する鄭彪を3人は功をたてんものと必死に追いかけるが、谷川に差し掛かったとき南軍三千があらわれ項充、李袞を討ち取られ退散した。
後日、後方から援軍を得た宋軍は睦州城に到来し、鄭彪は兵一万を率いて城外にて寄せ手を迎え撃ち、宋軍から迎え撃つのは梁山泊でも随一の豪傑である関勝。両者は数合わたり合うが、鄭彪の腕前では到底及ばず窮地に立たされる。それを見た城上の包道乙が鄭彪の頭上に黒雲とともに金甲の神人を呼び出すが、宋軍の樊瑞が関勝の頭上より白雲と共に龍に乗った天将を出現させる。かくて、天で術同士が地で人同士が一騎討ちを繰り広げることになり、鄭彪と関勝が数合も打ち合わないうちに、頭上で龍に乗った天将が金甲の神人を斬り倒した瞬間、地上でも、関勝に鄭彪が斬り倒され死亡した。また直後に包道乙も凌振の放った大砲にあたり爆死した。